# Cráter de la Tierra de Wilkes

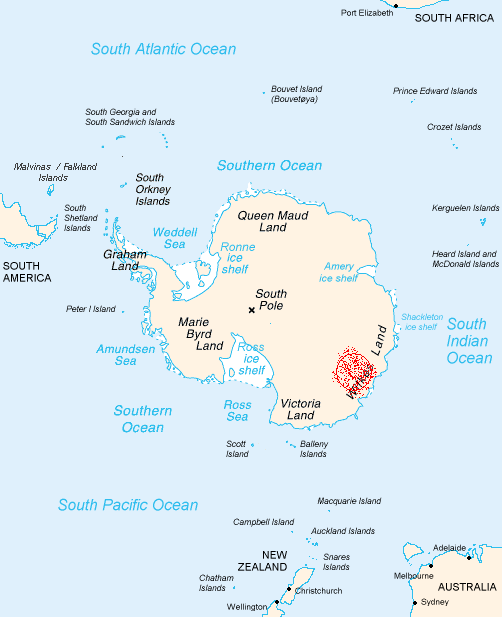
En rojo, el área del cráter de la Tierra de Wilkes.

El cráter de la Tierra de Wilkes es una gigantesca estructura geológica de probable origen meteorítico que recibe su nombre por la región en la que se ubica, aproximadamente a 70° S de latitud y 120° E de longitud —entre la cordillera Gamburtsev y las Montañas Transantárticas—, bajo el indlandsis antártico. Descubierto en 2006 por los satélites GRACE de la NASA, es uno de los mayores cráteres de impacto de la Tierra, con una extensión de casi 500 km de diámetro. En la actualidad, la estructura permanece oculta bajo una capa de hielo de más de un kilómetro de espesor.
Originalmente, los científicos no pudieron datar con exactitud el origen de la formación por las difíciles condiciones de la zona, abriendo un amplio margen de entre 500 y 100 millones de años. Sin embargo, hallazgos posteriores delimitaron su antigüedad en aproximadamente 250 millones de años, coincidiendo con la extinción masiva del Pérmico-Triásico o «Gran Mortandad», la mayor extinción en la historia de la Tierra, que acabó con el 70 % de las especies terrestres y el 90 % de las marinas. De hecho, los expertos sugieren que el impacto que dio origen a este cráter puede estar directamente relacionado con la aparición de los traps siberianos, considerados como los principales causantes de la extinción.

## Descubrimiento

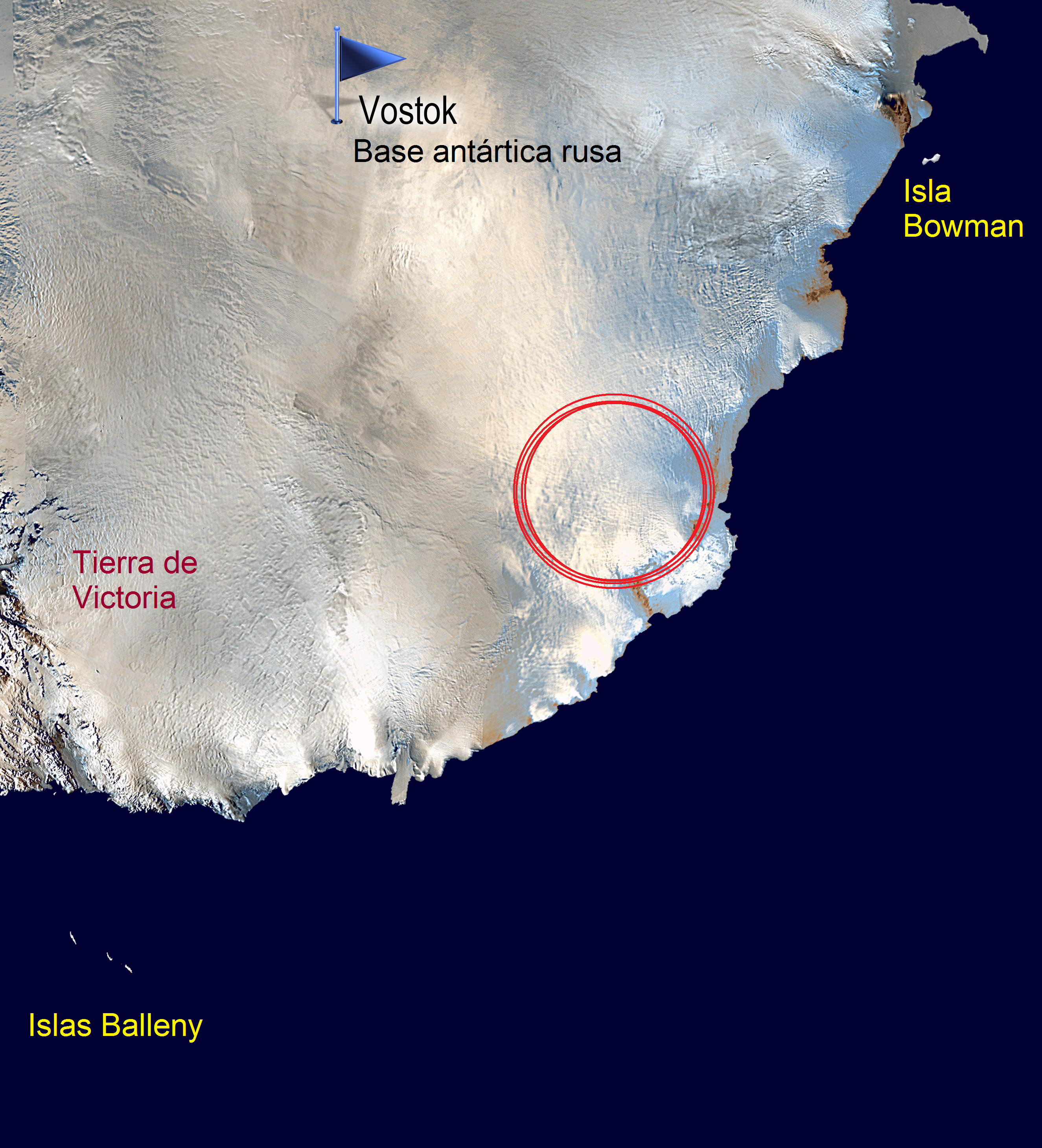
Área aproximada del cráter.

El hallazgo fue confirmado en 2006 por un equipo dirigido por Ralph von Frese y Laramie Potts, basándose en las mediciones de los radares de gravedad y subsuelo de los satélites GRACE de la NASA, dos naves que sobrevuelan la Tierra a 500 km de altura en búsqueda de variaciones en el campo gravitatorio. Las mediciones gravimétricas de los satélites detectaron un gigantesco mascón ubicado en la Tierra de Wilkes —Antártida—, con un tamaño dos veces mayor que el del cráter de Chicxulub y que, tras ser comparado con el cráter de Vredefort —provincia del Estado Libre, Sudáfrica— y como resultado del descubrimiento de fragmentos de meteoritos de condrita en estratos del Pérmico-Triásico de la Antártida y Australia, fue datado en unos 250 millones de años.
Los mascones —término derivado de la unión de las palabras inglesas «mass concentrations»— son regiones con densidad de masa notoriamente superior al promedio de la corteza, formadas por el impacto de grandes meteoritos o por grandes y repentinas efusiones de lava —que a su vez suelen deberse a eventos de este tipo—. El de la Tierra de Wilkes se extiende a lo largo de 350 por 500 km, en una forma alargada probablemente ocasionada por la proximidad con el límite entre las placas Antártica e Indoaustraliana. Algunos investigadores sugieren que el impacto pudo haber desencadenado la ruptura del supercontinente de Gondwana creando esta falla tectónica, que empujó a Australia hacia el norte.

## Impacto

### Características
De confirmarse los indicios que relacionan el cráter de la Tierra de Wilkes con un impacto astronómico, un asteroide capaz de generar un mascón de esas dimensiones debería medir aproximadamente 48 km de diámetro, es decir, de cuatro a cinco veces mayor que el responsable del cráter de Chicxulub, asociado a la extinción de los dinosaurios.
Considerando las probables características del terreno en aquella época en el lugar de impacto y el perfil del asteroide en cuestión, la colisión habría producido unos 8000 millones de megatones —80 veces más que el evento de Chicxulub—. A 1000 km del impacto, la bola de fuego aparecería en el cielo con un brillo 130 veces superior al Sol, se registrarían vientos  de 5000 km/h con presiones de hasta 32,6 bares, y terremotos por encima de los 11 grados en la escala de Richter. Incluso a 10 000 km del impacto, los resultados serían devastadores, especialmente a largo plazo.

### Posibles consecuencias para la vida
Si se descarta la hipótesis de los impactos múltiples como causante de la extinción del Cretácico-Terciario, un solo asteroide de 10 km de diámetro bastó para acabar con el 80 % de los seres vivos de la Tierra, incluyendo a todas las especies de dinosaurios no avianos. Cabe esperar que la colisión de un asteroide 4 o 5 veces mayor multiplique los efectos devastadores que tuvo para la vida el evento del límite K/T hace 65 millones de años. Es posible que el bólido que ocasionó el cráter de la Tierra de Wilkes hubiera bastado, por sí solo, para cercenar una amplia mayoría de los clados animales de la Tierra.
Más allá de las consecuencias directas del impacto de un gran asteroide, conviene considerar que este tipo de eventos conllevan importantes efectos secundarios. Entre ellos, destacan el notorio descenso de las temperaturas en todo el globo durante años por el polvo en suspensión en la atmósfera —que bloquearía el paso de buena parte de los rayos del Sol, como un invierno nuclear de gran envergadura—, la consecuente pérdida de vegetación —ya de por sí afectada por la quema inicial derivada del impacto—, la desaparición de eslabones completos en la cadena alimenticia, etc. Todo ello, unido al efecto de la posterior erupción en Siberia, habría resultado en un escenario cercano a la extinción total como indican los registros. Esta teoría, con cierto seguimiento entre la comunidad científica, se conoce como «Modelo del Asesinato en el Orient Express».

## Extinción del Pérmico-Triásico

### Alcance y repercusiones
La extinción masiva del Pérmico-Triásico fue la mayor de los cinco eventos de este tipo que han ocurrido en la Tierra desde la aparición de la vida pluricelular. Capaz de acabar con un 96 % de los seres vivos en un plazo de 60 000 años —un período extremadamente corto en escalas de tiempo geológico—, los posibles causantes del proceso —liberación de hidratos de metano, vulcanismo, impacto astronómico, etc.— tuvieron que desarrollarse a una escala sin precedentes y/o en conjunción para alcanzar un nivel de devastación semejante.
La antigüedad del suceso, estimada en unos 252 millones de años, ha borrado prácticamente la totalidad de los vestigios que pudiesen indicar fiablemente las verdaderas razones de la catástrofe. Sin embargo, los expertos coinciden en que la temperatura de la Tierra se incrementó sustancialmente en este corto período —en unos 10 °C, aunque los indicios sugieren que el aumento en la temperatura marina fue incluso mayor—, disminuyeron los niveles de oxígeno de los océanos y subieron las concentraciones de CO2 en todo el globo. La mayoría de las explicaciones propuestas supondrían unos efectos similares.
La extinción del Pérmico-Triásico sigue el patrón cíclico descubierto hace unos años, según el cual la aparición de grandes provincias ígneas y los mayores eventos de colisión se repiten cada 27, 32, 62 y 175 millones de años. Aunque las razones que explican el ciclo varían en función del autor, la mayoría coincide en que debe guardar relación con la órbita solar alrededor del plano galáctico.

### Relación con lostrapssiberianos
Los traps siberianos forman una gran provincia ígnea en Siberia, Rusia. Desde hace años, su aparición se ha relacionado con la extinción del Pérmico-Triásico por su envergadura, que lo convierte en uno de los mayores eventos volcánicos en la historia de la Tierra. Si se confirma el impacto en la Tierra de Wilkes, es posible que su magnitud provocase la apertura de los traps siberianos por réplicas internas, poco tiempo después.